# アンナプルナ・ピクチャーズ
アンナプルナ・ピクチャーズ（Annapurna Pictures）は、映画プロデューサーのミーガン・エリソンが代表を務めるアメリカ合衆国の映画製作・配給会社。
同社の子会社として、ビデオゲームの販売を行うアンナプルナ・インタラクティブ（Annapurna Interactive）、テレビ番組の制作を行うアンナプルナ・テレビジョン（Annapurna Television）がある。

## 歴史
アンナプルナ・ピクチャーズ（以下アンナプルナ）はミーガン・エリソンによって映画製作および資金融資事業を行う会社として2011年に設立。社名はエリソンがネパール旅行の際に訪れたアンナプルナ山群に由来し、彼女の親友であるチェルシー・バーナード（Chelsea Barnard）は設立当初からの従業員だった。
2012年4月、アンナプルナは映画作品の製作・資金融資・海外販売を行うパノラマ・メディア社に対し資金提供を行う契約に同意。同社は2014年5月、アンナプルナ・インターナショナルに社名変更した。
2016年9月27日、同社はテレビ番組制作部門としてアンナプルナ・テレビジョンを設立し、アメリカのテレビ局HBOの元役員であるスー・ネーグルが同社代表に就任した。12月にはビデオゲームの製作・開発・販売を担うアンナプルナ・インタラクティブを設立し、開発中だったいくつかのゲームタイトルを2017年にリリースすることを発表した。
2017年1月10日、アンナプルナ・テレビジョンがコーエン兄弟監督のテレビ映画『バスターのバラード』に制作会社として携わることが報じられた。同月、チェルシー・バーナードが映画製作部門の代表に就任した他、同社が映画配給事業に乗り出すことが発表され、キャスリン・ビグロー監督の映画『デトロイト』が同社初の配給作品となった。
2017年3月27日、アンナプルナはメトロ・ゴールドウィン・メイヤー（MGM）と複数年にわたる配給契約を締結し、MGMは特定の地域におけるアンナプルナ作品の配給パートナーとなった。4月6日には動画配信大手Huluと、アンナプルナ作品の独占配信に関するライセンス契約を締結した。また、5月にはプランBエンターテインメントと3年間共同で映画製作を行う契約を交わしており、7月には20世紀フォックスとアンナプルナ作品の家庭向けリリースに関する長期契約を締結している。
2017年10月、アンナプルナがMGMと合弁会社ミラー・リリーシング（Mirror Releasing）を設立し、同社を通じて個別に自社作品を配給することが報じられた。この合弁会社は2019年2月にユナイテッド・アーティスツ・リリーシング（United Artists Releasing）としてリブランディングされている。
2018年10月にはワーナー・チャペル・ミュージックと、自社の映画とテレビ番組で使用される楽曲および楽譜の管理に関する音楽出版契約を締結した。しかしその一方で、自社配給を開始した2017年以降経営が悪化しており、アンナプルナがこれまで公開を手掛けた5作品は全米での興行収入よりも高い経費を計上している。さらにバーナードが映画製作部門の代表を辞任した他、製作会社として携わっていた映画2作品からの撤退を発表している。なお、これら2作品の中には2019年に公開されたジェニファー・ロペス主演の映画『ハスラーズ』が含まれている。

## フィルモグラフィ

### 製作に携わった作品
| 公開年 | 邦題 原題                                                                    | 備考 |
| ------ | ---------------------------------------------------------------------------- | --- |
| 2012年 | 欲望のバージニア Lawless                                                     | ワインスタイン・カンパニーとの共同製作                                                                  |
| 2012年 | ザ・マスター The Master                                                      | ワインスタイン・カンパニーとの共同製作                                                                  |
| 2012年 | ジャッキー・コーガン Killing Them Softly                                     | プランBエンターテインメントとの共同製作                                                                 |
| 2012年 | ゼロ・ダーク・サーティ Zero Dark Thirty                                      | コロンビア映画との共同製作                                                                              |
| 2013年 | スプリング・ブレイカーズ Spring Breakers                                     | Muse Productionsとの共同製作                                                                            |
| 2013年 | グランド・マスター 一代宗師                                                  | Block 2 Pictures、Jet Tone Films、Sil-Metropole Organization、Bona International Film Groupとの共同製作 |
| 2013年 | her/世界でひとつの彼女 Her                                                   | ワーナー・ブラザースとの共同製作                                                                        |
| 2013年 | アメリカン・ハッスル American Hustle                                         | コロンビア映画、アトラス・エンターテインメントとの共同製作                                              |
| 2014年 | フォックスキャッチャー Foxcatcher                                            | ソニー・ピクチャーズ クラシックスとの共同製作                                                           |
| 2015年 | ジョイ Joy                                                                   | 20世紀フォックスとの共同製作                                                                            |
| 2016年 | エブリバディ・ウォンツ・サム!! 世界はボクらの手の中に Everybody Wants Some!! | パラマウント映画との共同製作                                                                            |
| 2016年 | トッド・ソロンズの子犬物語 Wiener-Dog                                        | キラー・フィルムズとの共同製作                                                                          |
| 2016年 | ソーセージ・パーティー Sausage Party                                         | コロンビア映画、Point Grey Pictures、Nitrogen Studiosとの共同製作                                       |
| 2016年 | 20センチュリー・ウーマン 20th Century Women                                  | |
| 2017年 | マッドタウン The Bad Batch                                                   | |
| 2017年 | デトロイト Detroit                                                           | First Light Productions、Page 1との共同製作                                                             |
| 2017年 | ファントム・スレッド Phantom Thread                                          | フォーカス・フィーチャーズ、Ghoulardi Film Companyとの共同製作                                          |
| 2018年 | ゴールデン・リバー The Sisters Brothers                                      | Why Not Productions、Page 114 Productionsとの共同製作                                                   |
| 2018年 | ビール・ストリートの恋人たち If Beale Street Could Talk                      | プランBエンターテインメント、Pastel Productionsとの共同製作                                             |
| 2018年 | バスターのバラード The Ballad of Buster Scruggs                              | クレジット記載なし、Netflixとの共同製作                                                                 |
| 2018年 | バイス Vice                                                                  | プランBエンターテインメント、Gary Sanchez Productionsとの共同製作                                       |
| 2019年 | ミッシング・リンク 英国紳士と秘密の相棒 Missing Link                         | ライカとの共同製作                                                                                      |
| 2019年 | ブックスマート 卒業前夜のパーティーデビュー Booksmart                        | グロリア・サンチェス・プロダクションズとの共同製作                                                      |
| 2019年 | バーナデット ママは行方不明 Where'd You Go, Bernadette                       | Color Forceとの共同製作                                                                                 |
| 2019年 | ハスラーズ Hustlers                                                          | クレジット記載のみ                                                                                      |
| 2019年 | ワウンズ: 呪われたメッセージ Wounds                                          | Two & Two Pictures、AZA Filmとの共同製作                                                                |
| 2019年 | スキャンダル Bombshell                                                       | クレジット記載のみ                                                                                      |
| 2022年 | SHE SAID/シー・セッド その名を暴け She Said                                  | プランBエンターテインメントとの共同製作、ポストプロダクション                                           |

### 配給を手掛けた作品
| 公開年 | 邦題 原題                                                                   | 備考                                                   |
| ------ | --------------------------------------------------------------------------- | ------------------------------------------------------ |
| 2017年 | デトロイト                                                                  |                                                        |
| 2017年 | 47歳 人生のステータス Brad's Status                                         | Amazonスタジオとの共同配給。                           |
| 2017年 | ワンダー・ウーマンとマーストン教授の秘密 Professor Marston and Wonder Women | Stage 6 Filmsとの共同配給。                            |
| 2018年 | ホワイト・ボイス Sorry to Bother You                                        |                                                        |
| 2018年 | ゴールデン・リバー                                                          |                                                        |
| 2018年 | ビール・ストリートの恋人たち                                                |                                                        |
| 2018年 | バイス                                                                      |                                                        |
| 2018年 | ストレイ・ドッグ Destroyer                                                  |                                                        |
| 2019年 | ミッシング・リンク 英国紳士と秘密の相棒                                     | ユナイテッド・アーティスツ・リリーシングを通じて配給。 |
| 2019年 | ブックスマート 卒業前夜のパーティーデビュー                                 | ユナイテッド・アーティスツ・リリーシングを通じて配給。 |
| 2019年 | バーナデット ママは行方不明                                                 | ユナイテッド・アーティスツ・リリーシングを通じて配給。 |

## ビデオゲーム
アンナプルナの子会社の一つであるアンナプルナ・インタラクティブは、2017年4月25日に同社初のビデオゲーム『What Remains of Edith Finch』（邦題：フィンチ家の奇妙な屋敷でおきたこと）をリリースした。レビュー集積サイトのMetacriticによれば、同ゲームはPC版においては「誰もが称賛」、PlayStation 4版においては「おおむね肯定的な」レビューを獲得している。